# Licàon
|  | Per a altres significats, vegeu «Licàon (fill de Príam)». |

Licàon (Lycaon -onis, ὁ Λυκάων -άονος), segons la mitologia grega, fou fill de Pelasg i l'oceànida Melibea (filla d'Oceà), o segons altres versions, de la nimfa Cil·lene, i rei d'Arcàdia.
Licàon va succeir el seu pare en el tron d'Arcàdia. Va tenir cinquanta fills amb un gran nombre de dones. Els mitògrafs no estan d'acord amb el noms i el nombre exacte d'aquests fills, però són, amb freqüència, herois epònims de nombroses ciutats del Peloponès.
Segons alguns mitògrafs Licàon era, igual que el seu pare Pelasg, un rei molt pietós, sovint visitat pels déus. Però els seus fills volien saber si els estrangers que arribaven a la casa del seu pare eren realment déus, i per comprovar-ho van matar un nen i van barrejar la carn amb la preparada pel banquet. Els déus, horroritzats, van enviar una tempesta que va exterminar els culpables. Més sovint es presenta Licàon com un tirà despietat i juntament amb els seus fills com una família d'impius. Un dia Zeus, volent-lo provar, es presentà a casa seua disfressat de pelegrí. Licàon el va acollir, però desitjós de saber si el seu hoste era realment un déu, li va servir per sopar un plat de carn humana, d'un nen o d'un ostatge que retenia a la seva cort, o d'Arcas, un dels seus fills. Però el déu se n'adonà i, indignat, va tombar la taula, encès d'ira i va matar amb els seus llamps Licàon i tots els seus fills (incloent-hi Càucon). Gea, la terra, hi va intervenir i va salvar el més petit, Níctim. Aquest fill el va succeir en el tron.
Segons altres versions, Licàon fou transformat en llop mentre fugia. Aquesta darrera versió es pot relacionar amb el costum de fer sacrificis humans en honor de Zeus Lici, a l'Arcàdia, on s'immolava una persona i els assistents es menjaven les seves entranyes. Llavors es convertien el llops i conservaven aquesta forma durant vuit anys. Si en aquest temps no havien menjat carn humana, tornaven a la seva forma primitiva.
Segons la tradició més estesa fou un bàrbar que fins i tot va desafiar als déus, però també es diu que fou el primer a civilitzar l'Arcàdia on va construir la ciutat de Licosura i va introduir el culte al déu Zeus Liceu, amb el festival de les Licea. Quan va sacrificar un infant al déu, Zeus el va convertir en llop.